# Campeonato Mundial de Halterofilismo de 2009 - Mais de 105 kg masculino
A competição masculina na divisão dos superpesados (mais de 105 kg) foi realizada em 29 de novembro de 2009.

## Calendário
Os competidores foram divididos em dois grupos:
| Dia            | Horário | Fase    |
| -------------- | ------- | ------- |
| 29 de novembro | 11:00   | Grupo B |
| 29 de novembro | 16:00   | Grupo A |

## Medalhistas
| Prova     | Ouro                  | Ouro   | Prata                | Prata  | Bronze                | Bronze |
| --------- | --------------------- | ------ | -------------------- | ------ | --------------------- | ------ |
| Arranque  | Ihor Chimetchko (UKR) | 202 kg | Artem Udatchin (UKR) | 200 kg | An Yong-kwon (KOR)    | 198 kg |
| Arremesso | An Yong-kwon (KOR)    | 247 kg | Artem Udatchin (UKR) | 245 kg | Andrei Kozlov (RUS)   | 231 kg |
| Total     | An Yong-kwon (KOR)    | 445 kg | Artem Udatchin (UKR) | 445 kg | Ihor Chimetchko (UKR) | 427 kg |

## Recordes
Antes desta competição, os recordes mundiais da categoria eram os seguintes:
| Recorde         | Tipo      | Atleta                  | Peso   | Local       | Data                   |
| Recorde mundial | Arranque  | Hossein Rezazadeh (IRI) | 213 kg | Qinhuangdao | 14 de setembro de 2003 |
| Recorde mundial | Arremesso | Hossein Rezazadeh (IRI) | 263 kg | Atenas      | 25 de agosto de 2004   |
| Recorde mundial | Total     | Hossein Rezazadeh (IRI) | 472 kg | Sydney      | 26 de setembro de 2000 |

## Resultados
Ref.
| Pos. | Atleta                     | Grupo | Peso (kg) | Arranque (kg) | Arranque (kg) | Arranque (kg) | Arranque (kg) | Arremesso (kg) | Arremesso (kg) | Arremesso (kg) | Arremesso (kg) | Total (kg) |
| Pos. | Atleta                     | Grupo | Peso (kg) | 1             | 2             | 3             | Pos.          | 1              | 2              | 3              | Pos.           | Total (kg) |
| ---- | -------------------------- | ----- | --------- | ------------- | ------------- | ------------- | ------------- | -------------- | -------------- | -------------- | -------------- | ---------- |
| 1    | An Yong-kwon (KOR)         | A     | 142,23    | 198           | 198           | 206           | 3             | 233            | 240            | 247            | 1              | 445        |
| 2    | Artem Udatchin (UKR)       | A     | 158,90    | 195           | 200           | 200           | 2             | 231            | 238            | 245            | 2              | 445        |
| 3    | Ihor Chimetchko (UKR)      | A     | 133,82    | 197           | 202           | 206           | 1             | 223            | 225            | 230            | 7              | 427        |
| 4    | Abdelrahman El-Sayed (EGY) | A     | 122,15    | 180           | 185           | 187           | 5             | 225            | 225            | 230            | 4              | 415        |
| 5    | Mohamed Ihsan (EGY)        | A     | 149,38    | 180           | 180           | 185           | 7             | 225            | 230            | 234            | 5              | 415        |
| 6    | Almir Velagić (GER)        | A     | 133,72    | 185           | 185           | 190           | 6             | 223            | 228            | 231            | 6              | 413        |
| 7    | Andrei Kozlov (RUS)        | A     | 145,75    | 180           | 188           | 188           | 8             | 220            | 231            | 235            | 3              | 411        |
| 8    | Jiří Orság (CZE)           | B     | 122,95    | 170           | 175           | 177           | 13            | 210            | 216            | 218            | 8              | 388        |
| 9    | Pat Judge (USA)            | B     | 157,25    | 160           | 166           | 171           | 11            | 205            | 212            | 217            | 9              | 388        |
| 10   | Bünyamin Sudaş (TUR)       | B     | 116,95    | 170           | 175           | 175           | 12            | 205            | 211            | 216            | 10             | 386        |
| 11   | Petr Sobotka (CZE)         | B     | 151,79    | 170           | 175           | 175           | 14            | 205            | 211            | 213            | 13             | 381        |
| 12   | Itte Detenamo (NRU)        | B     | 152,93    | 165           | 170           | 174           | 15            | 206            | 211            | 215            | 14             | 381        |
| 13   | Irakli Turmanidze (GEO)    | B     | 112,24    | 165           | 170           | 175           | 9             | 200            | 200            | 205            | 15             | 380        |
| 14   | George Kobaladze (CAN)     | B     | 125,05    | 160           | 166           | 166           | 16            | 205            | 212            | 212            | 12             | 378        |
| 15   | Chen Shih-chieh (TPE)      | B     | 131,47    | 162           | 171           | 171           | 17            | 207            | 216            | 220            | 11             | 378        |
| 16   | Corran Hocking (AUS)       | B     | 151,00    | 173           | 177           | 177           | 10            | 195            | 200            | 200            | 16             | 368        |
| 17   | Teemu Roininen (FIN)       | B     | 141,26    | 142           | 142           | 147           | 18            | 183            | 183            | 190            | 17             | 325        |
| —    | Viktors Ščerbatihs (LAT)   | A     | 134,52    | 195           | 200           | 200           | 4             | —              | —              | —              | —              | —          |
| —    | Daniel Dołęga (POL)        | B     | 107,92    | 175           | 175           | 175           | —             | —              | —              | —              | —              | —          |
| —    | Jim Gyllenhammar (SWE)     | B     | 128,82    | 170           | 170           | 170           | —             | —              | —              | —              | —              | —          |